# Gendun Drub
1er dalaï-lama
Gedun Gyatso
Gedun Drub tibétain : དྒེ་འདུན་འགྲུབ་, Wylie : dge'dun grub-pa aussi appelé Gendun Drub ou Gedun Drup de son nom de naissance Pema Dorjé (1391 - 1474-1475) est considéré rétrospectivement comme la première incarnation du dalaï-lama du Tibet. Gedun Drub fut l'étudiant de Tsongkhapa le fondateur de la branche gelugpa du bouddhisme tibétain.

## Biographie
Fils de nomades tibétains, Gedun Drub est né dans une étable près du monastère de Sakya. Le campement de la famille est attaqué par des brigands la nuit de sa naissance. Sa mère cache le bébé dans une couverture derrière des rochers avant de s'enfuir. Un grand corbeau, considéré ultérieurement comme une émanation de Mahakala, une manifestation courroucée d'Avalokiteshvara, protégea l'enfant des vautours et des corneilles jusqu'au retour de sa mère au matin. Mahakala devint la divinité protectrice personnelle de Gendun Drub. Il est berger jusqu'à l'âge de sept ans, quand son père meurt. Il est alors placé sous la garde du frère de son père par sa mère au monastère de Nartang, alors affilié à l'école Kadampa, et hébergeant l'une des plus grande bibliothèque d'Asie centrale. À 14 ans, il prend ses vœux de novice ; là il reçoit son nom de Gendün Drub. À 20 ans il prend ses vœux définitifs de moine. À l'âge de 25 ans, il devient l'un des disciples de Tsongkhapa. En 1447, Gendun Drup fonde le monastère de Tashilhunpo à Shigatsé, la seconde ville du Tibet.
Selon Kunga Gyaltsen son biographe principal, Gendun Drub est mort à Tashilhunpo le matin du 14 janvier 1475 en position de méditation et demeure en état de tukdam plusieurs jours. C'est le seul dalaï-lama a avoir été inhumé au monastère de Tashilhunpo dans un stupa d'argent serti de pierre précieuse toujours visible de nos jours.
Yumiko Ishihama a montré en 1993 qu'il est fait référence à la croyance selon laquelle le dalaï-lama est une manifestation d'Avalokiteshvara, le bodhisattva de la compassion (Chenrezig en tibétain), dans une biographie du 1er dalaï-lama écrite en 1494.

### Œuvres
Le tibétologue Glenn H. Mullin a rassemblé les traductions des commentaires de Gedun Drub.
Quelques textes les plus connus de Gedun Drub :
- Sunlight on the Path to Freedom, commentaire de l'Abhidharma-kosha de Vasubandhu ;
- Crushing the Forces of Evil to Dust, un poème épique sur la vie et les contrats de libération du bouddha Shakyamuni ;
- Song of the Eastern Snow Mountain, un poème dédié à Je Tsongkhapa (Btsong-ka-pa) ;
- Praise of the Venerable Lady Khadiravani Tara, un hommage à la déesse Tara ;
- (en) Selected Works of the Dalai Lama I: Bridging the Sutras and Tantra, édi. par Glenn H. Mullin, Sidney Piburn, Anne Kandt et Christine Cox, Snow Lion, 2e éd. 1985, 286 p.

### Études
- Bernard Baudouin, Le grand livre des Dalaï-Lamas. Transmission du pouvoir spirituel dans le bouddhisme tibétain, éd. de Vecchi, 2004, 134 p.  (ISBN 2-7328-8185-6).
- Roland Barraux, Histoire des Dalaï-Lamas. Quatorze reflets sur le Lac des Visions, Albin Michel, coll. « Espaces libres », 2002, 393 p.  (ISBN 2-226-13317-8).
- Martin Brauen, Les Dalaï-Lamas. Les 14 réincarnations du bodhisattva Avalokiteshvara (2005), trad. de l'all., Favre, 2005, 303 p.
- Glenn H. Mullin (trad. Philippe Beaudoin, préf. 14e dalaï-lama), Les Quatorze Dalaï-lamas : L'héritage sacré de la réincarnation, éditions du Rocher, 2004, 616 p. (ISBN 2268050300).